# Bram Stoker Awards 1988
Der Bram Stoker Award 1988 wurde im Jahr 1989 für Literatur aus dem Vorjahr in sieben Kategorien vergeben. Bei der Verleihung werden jährlich außergewöhnliche Beiträge zur Horrorliteratur geehrt. Der Bram Stoker Award wird seit 1987 vergeben, die Gewinner werden per Wahl von den Mitgliedern der Horror Writers Association (HWA), bis 1993 Horror Writers of America, bestimmt.
Bei der zweiten Verleihung der Preise wurde anders als im Vorjahr und auch in den nachfolgenden Jahren kein Preis für die Kategorie Sachbuch vergeben. Zudem gab es auch 1988 mehrere Mehrfachnominierungen: Ray Bradbury wurde für sein Lebenswerk ausgezeichnet und zugleich in zwei weiteren Kategorien nominiert. Harlan Ellison, der den Preis bereits im Vorjahr für seinen Sammelband The Essential Ellison erhielt, wurde 1988 in drei Kategorien nominiert. Joe R. Lansdale erhielt den Preis für die beste Kurzgeschichte und war zusätzlich für den besten Roman nominiert.

## Gewinner und nominierte Autoren
Der Bram Stoker Award 1988 wurde im Jahr 1989 in sechs Kategorien vergeben:
| Kategorie                         | Gewinner                           | Werk                                                         | Weitere nominierte Autoren | Bilder der Gewinner   |  |
| --------------------------------- | ---------------------------------- | ------------------------------------------------------------ | --- | --------------------- |  |
| Roman (Novel)                     | Thomas Harris                      | The Silence of the Lambs (deutsch: Das Schweigen der Lämmer) | - Joe R. Lansdale: The Drive-In (deutsch: Drive In) - Richard Laymon: Flesh (deutsch: Parasit) - Robert R. McCammon: Stinger (deutsch: Die schwarze Pyramide) - Anne Rice: Queen of the Damned (deutsch: Die Königin der Verdammten) - F. Paul Wilson: Black Wind (deutsch: Der Schwarze Wind) |                       |  |
| Erstlingswerk (First Novel)       | Kelley Wilde                       | The Suiting                                                  | - Kevin J. Anderson: Resurrection - John L. Byrne: Fear Book - Alan Lee Harris: Deliver Us from Evil - Michael Paine: Cities of the Dead - J. Michael Straczynski: Demon Night |                       |  |
| Novelle (Long Fiction)            | David Morrell                      | Orange is for Anguish, Blue for Insanity                     | - Harlan Ellison: The Function of Dream Sleep - John Farris: Horrorshow - Stephen King: The Night Flier - George R.R. Martin: The Skin Trade - Peter Straub: The Juniper Tree | David Morrell         |  |
| Kurzgeschichte (Short Fiction)    | Joe R. Lansdale                    | The Night They Missed the Horror Show                        | - Ray Bradbury: The Thing at the Top of the Stairs - Harlan Ellison: She's a Young Thing and Cannot Leave Her Mother - Carol Orlock: Nobody Lives There Now - Lucius Shepard: Jack’s Decline - Chet Williamson: The Music of the Dark Time                                                     | Joe R. Lansdale, 2012 |  |
| Sammelband (Fiction Collection)   | Charles Beaumont                   | Charles Beaumont: Selected Stories                           | - Ray Bradbury: The Toynbee Convector - Harlan Ellison: Angry Candy - Dennis Etchison: The Blood Kiss - Patrick McGrath: Blood and Water and Other Tales |                       |  |
| Lebenswerk (Lifetime Achievement) | Ray Bradbury Ronald Chetwynd-Hayes |                                                              | |                       |  |